# Bedřich Škopek
Bedřich Škopek (9. ledna 1915 Praha – 30. září 1941 jízdárna ruzyňských kasáren v Praze) byl radiotelegrafista, který patřil do skupiny odbojářů soustředěných kolem radiostanice Sparta I. Bedřich Škopek se v období prvních let Protektorátu Čechy a Morava podílel na vysílání ilegálních radiových depeší určených pro londýnskou exilovou vládu prezidenta Dr. Edvarda Beneše.

## Život
Bedřich Škopek se narodil 9. ledna 1915 v Praze. Civilním povoláním byl bankovní úředník, ale v prvorepublikové armádě sloužil jako vojenský radiotelegrafista.  Nebyl ženat, byl zasnouben s Boženou Ertlovou. Bydlel v Praze na Novém Městě v ulici V Jámě (na adrese V Jámě 1671/7, 110 00 Praha 1 - Nové Město) nedaleko Václavského náměstí. Bedřich Škopek byl i známý veslař pražské Slávie.

### Ilegální aktivity
Plukovník Josef Churavý doporučil Bedřicha Škopka jako náhradního radiotelegrafistu k zajištění obsluhy radiostanice Sparta Ib v dubnu 1940, když radiostanice zahájila ilegální vysílání radiových depeší do Londýna. Bedřich Škopek vlastnil dokonce krátkovlnný vysílač a přijímač. Nejprve radiotelegrafista vysílal z bytu svých rodičů v pražských Vršovicích, později používal svůj byt V Jámě. Se šifrováním depeší mu pomáhala Božena Ertlová. V protiněmeckém odboji používal Bedřich Škopek krycí jméno Bedřich Hodan.

### Sparta I
Dne 6. dubna 1940 se podařilo domácímu odboji (Obrana národa, Politické ústředí) navázat pravidelné radiotelegrafické spojení s Londýnem a úspěšně jej provozovat až do května roku 1941. Na vysílání se postupně podílelo více než 11 radiových stanic obsluhovaných celou řadou radiotelegrafistů. Civilní větev ilegálního odbojového radiového vysílání řídil Vladimír Krajina; za vojenskou sekci především zodpovídal jeden ze tří králů podplukovník Josef Balabán. Šifrování depeší (pro Krajinu) zajišťoval mineralog Radim Nováček nebo český duchovní Štěpán Trochta. Vysílání a příjem depeší zajišťovali radiotelegrafisté André Regenermel; Jindřich Klečka; Václav Štulík; Bedřich Škopek; Miloš Čapek; Otokar Štorkán; František Franěk; Josef Babec; Josef Chaloupka; Václav Pohanka a četař František Peltán. (Tyto ilegální radiové stanice jsou označovány souhrnně jako Sparta I a díky nim bylo odesláno za hranice Protektorátu Čechy a Morava téměř 6 tisíc radiových depeší.)

### Zatčení
Do Hodkoviček vedly gestapo informace z výslechů zadržených i údaje získané zaměřovací službou Funkabwehru. Konspirativní dům v Hodkovičkách byl 7. května 1941 v 19.00 přepaden komandem gestapa.

#### Božena Klečková
Božena Klečková blízko roztopených kamen právě přepisovala na stroji dešifrovanou depeši, kterou ještě stačila v kamnech spálit. Gestapo uvěznilo každého člena rodiny v jiné místnosti a vyčkávalo na příchod Jindřicha Klečky. Kromě dospělých byl v domku přítomen desetiletý syn manželů Krotilových.

#### Jindřich Klečka
Jindřich Klečka odešel již odpoledne z domu a jen pár desítek metrů odtud (prakticky ve stejné ulici) připravoval na večerní provoz náhradní radiostanici v domku paní Marie Hercíkové. Ten večer čekal Klečka svého spolupracovníka André Regenermla s depešemi, které chtěli náhradní vysílačkou předat do Londýna. Na Klečku čekali gestapáci marně. Kolem jedné hodiny ranní se mu podařilo z obsazené ulice prokličkovat přes zahrady. Dostal se do Braníka ke svému známému Josefu Čápovi, pak se skrýval nějaký čas u paní Linhartové v Modřanech. Nakonec se hledaný radiotelegrafista prostřednictvím doktora Rudolfa Mareše dostal k jinonické ilegální skupině. Tady pak Jindřich Klečka pravidelně obsluhoval vysílačku Sparta I až do zátahu gestapa na Jinonický akcíz (noc ze 3. na 4. říjen 1941).

#### André Regenermel
André Regenermel měl předat 7. května 1941 svému zástupci poručíku Otokaru Štorkánovi zašifrované depeše, ale Štorkán na sjednanou schůzku nepřišel, protože byl zdravotně indisponován. Regenermel se tedy sám vypravil do Hodkoviček, kde v domku bydleli manželé Krotilovi, aby se tak depeše nakonec dostaly včas k radiotelegrafistovi Jindřichu Klečkovi. Bylo to ovšem v době, kdy u Krotilových právě probíhaly domovní prohlídky. Regenermel vstoupil do domku Krotilových 7. května 1941 kolem 20.00 hodiny. Měl od domku vlastní klíč, aby mohl podle potřeby přicházet i odcházet. Regenermel byl okamžitě zatčen komandem gestapa a při osobní prohlídce u něho byla nalezena pistole a zašifrované depeše. (Navíc našlo gestapo v bytě Krotilových pod postelí radiotelegrafický komplet.) Při krutém výslechu Regenermel sice nikoho přímo nevyzradil, ale nakonec gestapo přece jen zjistilo, že mu depeše předala spojka - František Mázl ze Smíchova.

#### František Mázl
František Mázl byl následující den (8. května 1941) ve svém bytě (Na Doubkové 1281/2 v Praze 5 na Smíchově) rovněž zatčen a při domovní prohlídce byly nalezeny radiosoučástky a zašifrované i nezašifrované depeše. Při krutém výslechu přiznal Mázl, že depeše převzal od radiotelegrafisty Bedřicha Škopka.

#### Bedřich Škopek
Bedřich Škopek byl zatčen gestapem 9. května 1941 ve večerních hodinách (ve 22.15). Během prohlídky Škopkova bytu vstoupil do prostoru jako z udělání další asistent radistů, Václav Štulík. Byl okamžitě zajištěn a při osobní prohlídce u něj byly nalezeny dvě občanské legitimace, v jeho bytě pak radiostanice britské výroby a další šifrované zprávy.

### Závěr
Výsledkem zásahu v Hodkovičkách bylo zatčení minimálně deseti odbojářů – spolupracovníků z okruhu ilegální radiostanice Sparta I, zabavení dvaceti radiostanic a několika nezašifrovaných i již zašifrovaných zpráv. Na jejich základě kryptologové Funkabwehru prolomili šifrovací klíč Sparty I (jednalo se prolomení šifrovacího klíče „Věra“). ) a další korespondence s Londýnem přestala být pro gestapo a Abwehr tajemstvím.
Krátce po nástupu Reinharda Heydricha do úřadu (27. září 1941) byl Bedřich Škopek dne 30. září 1941 (v rámci tzv. prvního stanného práva) popraven v jízdárně kasárnách v Ruzyni.

## Po druhé světové válce
Krátce po druhé světové válce se konala v Praze oficiální vzpomínková akce na statečné radiotelegrafisty ÚVODu. Tehdejší tisk o akci referoval následovně (zkráceno a upraveno):
V Grégrově sále Obecního domu se konala ve čtvrtek 24. října 1946 vzpomínková slavnost, při níž byla uctěna památka sedmi statečných radiotelegrafistů, kteří první docílili spojení z okupované vlasti do ciziny a zejména do Londýna. Hrdinů poručíka André Regenermla, Václava Štulíka, Jindřicha Klečky, Bedřicha Škopka, štábního kapitána Václava Morávka, Františka Peltána a Františka Mázla, vesměs vojáků, vzpomněl osobním listem i sám pan president Edvard Beneš, který připomněl chvíle, kdy v Londýně osobně naslouchal jejich vysílání a vyslovil jim tehdy přímo své uznání. Vojenští přidělenci Británie a Francie podali nestranné a jedinečným uznáním se vyznačující svědectví o významu našeho domácího odboje pro spojenecké velení. V závěru promluvil Doc. Dr. Vladimír Krajina, vedoucí organizace ÚVOD. Před ukončením slavnosti dekoroval zástupce čs. armády generál Čeněk Kudláček sedm radiotelegrafistů, kteří se dočkali svobody vlasti.
 ,  ,